# NGC 4350
NGC 4350 ist eine Linsenförmige Galaxie mit aktivem Galaxienkern vom Hubble-Typ S0 im Sternbild Haar der Berenike am Nordsternhimmel. Sie ist schätzungsweise 52 Millionen Lichtjahre von der Milchstraße entfernt und hat einen Durchmesser von etwa 45.000 Lichtjahren. Gemeinsam mit NGC 4340 bildet sie das gravitativ gebundene Galaxienpaar Holm 391. Unter der Katalognummer VCC 685 als Mitglied des Virgo-Galaxienhaufens katalogisiert.

Im selben Himmelsareal befinden sich u. a. die Galaxien NGC 4383, IC 787, IC 3298, IC 3340.
Das Objekt wurde am 21. März 1784 vom deutsch-britischen Astronomen William Herschel entdeckt.